# Феофан (Галинский)

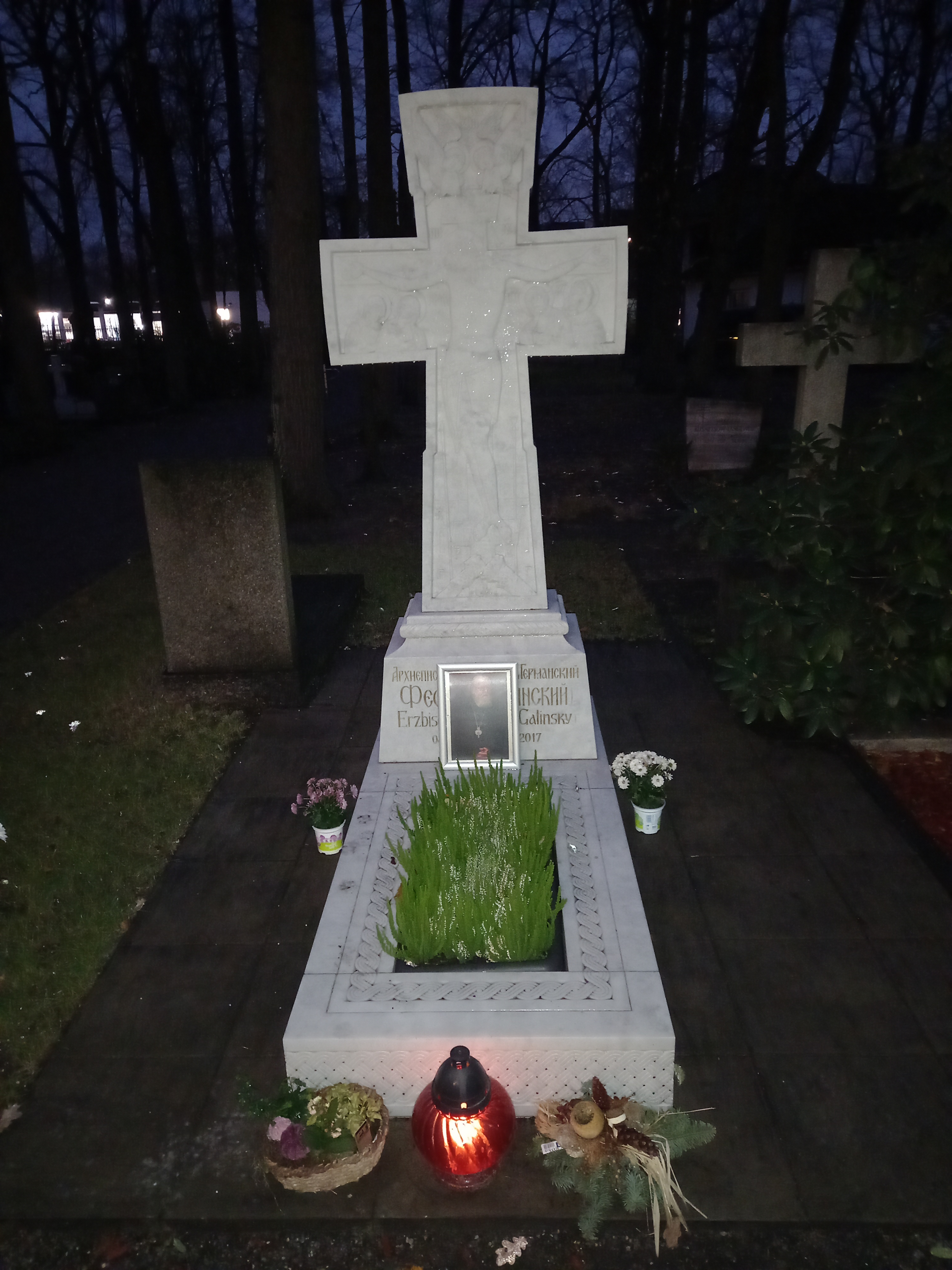
Могила архиепископа Феофана (Галинского)

Архиепи́скоп Феофа́н (в миру Олег Иванович Галинский; 8 июля 1954, Белая Церковь, Киевская область — 11 сентября 2017, Берлин, Германия) — епископ Русской православной церкви, архиепископ Берлинский и Германский (1991—2017); член Межсоборного присутствия Русской Православной Церкви.

## Биография
Родился 8 июля 1954 года в городе Белая Церковь Киевской области. После окончания средней школы учился в Днепропетровском химико-технологическом институте.
В 1972 году поступил в Ленинградскую духовную семинарию, по окончании которой поступил в Ленинградскую духовную академию.
4 января 1976 года принял иноческий постриг и 7 января митрополитом Ленинградским и Новгородским Никодимом рукоположён во иеродиакона, а 17 апреля 1977 года архиепископом Выборгским Кириллом (Гундяевым) — во иеромонаха.
После окончания Академии в 1977 году со степенью кандидата богословия назначен преподавателем и помощником инспектора Ленинградской духовной семинарии.
В 1977—1979 годах прошёл трёхгодичную стажировку в Институте восточный церквей в Регенсбурге, ФРГ, затем продолжал преподавательскую работу в ленинградских духовных школах.
В 1980 году избран секретарём совета Ленинградской духовной академии (ЛДАиС) и заведующим кафедрой литургики. В январе 1985 года назначен исполняющим обязанности инспектора ЛДАиС. 14 февраля 1985 года возведён в сан архимандрита. В апреле того же года ему присвоено звание доцента. В августе того же года назначен инспектором ЛДАиС.
Неоднократно выезжал в заграничные командировки в составе делегаций Русской православной церкви.
7 февраля 1986 года решением Священного синода архимандрит Феофан назначен заместителем председателя отдела внешних церковных сношений Московского патриархата.

### Архиерейство
30 декабря 1986 года решением Священного Синода определён быть епископом Каширским, викарием Московской епархии.
10 января 1987 года в Свято-Духовом кафедральном соборе в Минске наречение архимандрита Феофана во епископа Каширского совершили митрополит Минский и Белорусский Филарет (Вахромеев), архиепископ Зарайский Иов (Тывонюк), и архиепископ Воронежский и Липецкий Мефодий (Немцов). Хиротония состоялась 11 января 1987 года.
19 июля 1988 года назначен настоятелем подворья Русской православной церкви в Карловых Варах.
C 31 января 1991 года стал временным управляющим Берлинской и Лейпцигской епархией.
25 марта 1991 года решением Священного Синода освобождён от настоятельства в Карловых Варах и назначен правящим епископом Берлинской епархии.
С 23 декабря 1992 года, в связи с объединением трёх германских епархий в одну, получил титул «Берлинский и Германский».
После объединения страны в 1991 году в ФРГ приехали миллионы мигрантов из стран бывшего СССР, в связи с чем встала задача создания новых церковных общин, подготовки духовенства, налаживания приходской жизни.
26 февраля 1994 года включён в состав Синодальной богословской комиссии.
25 февраля 1996 года был возведён в сан архиепископа.
С 11 октября 1996 года стал участником рабочей группы Священного Синода по выработке проекта концепции, отражающий общецерковный взгляд на вопросы церковно-государственных отношений и проблемы современного общества в целом.
С 21 марта 1996 года по 29 декабря 1999 года управлял Венгерским благочинием Московского патриархата, которое ранее было в ведении председателя ОВЦС.
27 июля 2009 года решением Священного Синода включён в состав Межсоборного присутствия Русской православной церкви.
5 мая 2015 года, после смерти архиепископа Лонгина (Талыпина), на него были возложены обязанности представителя Московского патриархата в Германии.
11 сентября 2017 года скончался в клинике Гелиос в районе Бух в Берлине после тяжелой и продолжительной болезни. Отпевание почившего 14 сентября в Воскресенском соборе города Берлина возглавил митрополит Истринский Арсений (Епифанов). Погребение, согласно воле умершего, было совершено на русском православном кладбище в Тегеле.

## Награды
- Орден Дружбы (11 августа 2000 года) — за большой вклад в развитие духовных и культурных связей зарубежной общественности с Россией[8]
- Орден святого благоверного князя Даниила Московского II степени (11 января 2012 года)[9]
- Орден святого преподобного Серафима Саровского II степени (11 января 2007 года)[10]
- Орден «Знак отличия Предстоятеля Украинской Православной Церкви» (11 января 2012 года)[11]

## Публикации
- Приветствие от Берлинской епархии [юбил. конф. СПбДАиС. 25-26 дек. 1996 г.] // Христианское чтение. 1997. — № 14. — С. 25-26.